# Skicka vidare
Skicka vidare (engelska: Pay It Forward) är en amerikansk dramafilm från 2000 i regi av Mimi Leder. Filmen är baserad på Catherine Ryan Hydes roman Pay It Forward från 1999. I huvudrollerna ses Haley Joel Osment, Helen Hunt och Kevin Spacey.

## Handling
11-årige Trevor McKinney (Haley Joel Osment) bor i Las Vegas fattiga kvarter med sin mamma Arlene (Helen Hunt). Arlene försöker vara en bra mamma samtidigt som hon har två jobb och sliter för att ge sin son ett bättre liv.
Trevor och hans klasskamrater får en uppgift av sin SO-lärare, Eugene (Kevin Spacey); att tänka ut ett sätt att kunna förändra världen. Trevors idé bygger på att istället för att tacka för en tjänst genom en gentjänst så skickar man tjänsten vidare till tre andra personer.
En journalist i Los Angeles nås av en av dessa tjänster som har skickats vidare i flera led och börjar leta efter personen som kom på idén med "skicka vidare".

## Rollista i urval
- Kevin Spacey – Eugene Simonet
- Helen Hunt – Arlene McKinney
- Haley Joel Osment – Trevor McKinney
- Jay Mohr – Chris Chandler
- Jim Caviezel – Jerry
- Jon Bon Jovi – Ricky McKinney
- Angie Dickinson – Grace
- David Ramsey – Sidney Parker
- Gary Werntz – Mr. Thorsen
- Marc Donato – Adam
- Kathleen Wilhoite – Bonnie
- Liza Snyder – Michelle